# پانتلیس کاراسوداس
پانتلیس کاراسوداس (یونانی: Παντελής Καρασεβδάς؛ ۱۸۷۷ – ۱۴ مارس ۱۹۴۶) یک سیاست‌مدار، سرباز و تیرانداز اهل یونان بود.
از افتخارات وی می‌توان به کسب مدال طلا تفنگ جنگی ۲۰۰ متر در بازی‌های المپیک تابستانی ۱۸۹۶ اشاره کرد.